# Cláudio José Gonçalves Ponce de Leão
Dom Cláudio José Gonçalves Ponce de Leão, CM (Salvador, 21 de fevereiro de 1841 — Rio de Janeiro, 26 de maio de 1924) foi um bispo católico brasileiro e primeiro arcebispo de Porto Alegre.

## Vida
Filho de Domingos José Gonçalves Ponce de Leão, que era desembargador e de Gertrudes Gonçalves de Araújo, em 1861 partiu para Paris, onde entrou para a Congregação Lazarista.
No dia 15 de junho de 1867 foi ordenado sacerdote da Congregação da Missão, em Paris. Retornando da França atuou como professor no Seminário do estado do Ceará, por oito anos. No ano de 1875 foi transferido para o Seminário São José no Rio de Janeiro, com a missão de vice-reitor. Em 13 de maio de 1881, por decreto do Imperador Dom Pedro II, foi nomeado Bispo de Goiás, sendo, no dia 24 de julho do mesmo ano ordenado bispo pelo Núncio Apostólico no Brasil, Dom Angelo Di Pietro.
No dia 26 de junho de 1890, foi nomeado pelo Papa Leão XIII, para bispo da Diocese de São Pedro do Rio Grande do Sul, tomando posse no dia 20 de setembro do mesmo ano. Durante o seu episcopado em Porto Alegre ocorreu a mudança do sistema de governo no Brasil, de Monarquia para República. Foi um bispo contundente nas denúncias das atrocidades cometidas durante a Revolução Federalista. Como bispo do Rio Grande do Sul, fez inúmeras visitas pastorais pelo território gaúcho e reorganizou o Seminário Episcopal; seu antecessor já havia entregado primeiramente a direção aos padres jesuítas, posteriormente aos sacerdotes da sua congregação religiosa, e Dom Cláudio Ponce de Leão, por fim entregou para os Capuchinhos franceses. Foi um bispo que deu grande apoio à vinda de Congregações Religiosas para o estado.
Em 15 de agosto de 1910, com a criação de novas dioceses e a elevação da Arquidiocese de Porto Alegre, o lazarista, Dom Cláudio, torna-se o primeiro arcebispo de Porto Alegre. Teve a sua renúncia aceita ao governo da Arquidiocese de Porto Alegre, por motivo de saúde, pelo Papa Pio X, aos 9 de janeiro de 1912, quando foi lhe dada a sede titular de Anazarbus. Faleceu com 83 anos de idade, aos 26 de maio de 1924, na cidade do Rio de Janeiro, para onde foi residir em uma casa da sua Congregação Lazarista. Os seus restos mortais foram transferidos para a capital gaúcha a 28 de maio de 1934 e se encontram no recinto da Catedral Metropolitana de Porto Alegre próximo aos de outros arcebispos de Porto Alegre.

## Curiosidade
Segundo as memórias de Mons. Nicolau Marx, um padre da Arquidiocese de Porto Alegre que foi ordenado sacerdote por Dom Cláudio Ponce de Leão, em 30 de novembro de 1905, o Arcebispo de Porto Alegre quando jovem foi estudar na França, na Sorbonne, estudando Direito. Encontrando-se em Paris ouviu falar da fama do Padre João Maria Vianney.
Também ele resolveu ir confessar-se com o padre francês, já com fama de santidade. Terminada a confissão, o Cura d'Ars o surpreendeu com uma inesperada predição: "O senhor vai voltar para o Brasil e será ordenado sacerdote e bispo". E tudo se realizou.

## Ordenações Episcopais
Dom Cláudio ordenou os seguintes bispos:
1. João Francisco Braga (1902)
2. João Batista Becker (1908
3. Francisco de Paula e Silva(1907)